# Salix gilgiana
Espèce
Classification APG III (2009)
Salix gilgiana est une espèce de plantes à fleurs de la famille des Salicaceae. C'est un saule originaire du Japon et de Corée.
Au Japon, il est appelé : le saule pourpre "Kawayanagi" ou "Kawa-Yagani" ou encore le saule des rivières.

## Description
C'est un arbuste à feuilles caduques qui pousse le long des rivières japonaises et coréennes.
La croissance des pousses à partir du début de juin à la fin de juillet peut atteindre environ 22 centimètres par semaine. Les pousses peuvent atteindre environ 3 m de haut après 4 mois de croissance.